# Лазовський район (Приморський край)
Лазовський район (рос. Лазовский район) — район Приморського краю.
Адміністративний центр — село Лазо.

## Географія
Площа району — 4710 км². 

### Природа
На території району розташовані золотоносні та  мінеральні джерела, а також видобувається олово. В селі Чистоводне розташована бальнеолікарня, де радоновими джерелами лікують хвороби шкіри та серцево-судинної системи.
Близько чверті території району займає Лазовський природний заповідник, на території якого живе близько 15-20 % всіх тигрів Приморського краю.

## Клімат
Зима холодна і сніжна. Найморозніше в горах Сіхоте-Аліня (-17-20), а найтепліше на узбережжі (-8-11). Літо тепле і дощове, на узбережжі тепліше всього в серпні (+20), в улоговинах Сіхоте-Аліня приблизно однаково в липні і серпні (+18+20)

## Населення
Населення району - близько 16 189 чоловік (2009).

## Адміністративний поділ
У районі налічується 5 сільських:
- Бенєвське: села:  Бенєвське, Київка, Свободне, Чистоводне
- Валентинівське: села: Валентин, Глазівка
- Лазовське: села: Лазо, Кишинівка, Стара Кам'янка
- Чорнорученське: села: Чорноруч'є, Сокольчи, Данильченково
- Преображенське: смт Преображення

## Економіка
Найбільші підприємства району - база тралового флоту і судноремонтний завод рибної промисловості в Преображення.
Екологічна ситуація в районі сприятлива, діє цілорічна база відпочинку. Море навіть у серпні рідко прогрівається вище 20°С,тому для морського купання узбережжя району практично не використовується.

## Транспорт
На території району немає  залізниць, зв'язок із зовнішнім світом здійснюється морським і автомобільним транспортом (вертолітом сполучення не розвинене і застосовується у крайніх випадках).